# Kalkulator
Kalkulator (u običnomu govoru digitron, po istoimenoj tvrtci iz Buja koja je 1971. bila prva europska tvrtka koja je proizvela džepno računalo) jest naprava koja omogućuje izvođenje matematičkih operacija. Obični kalkulator najčešće ima operacije zbrajanja, oduzimanja, množenja te dijeljenja. Neki kalkulatori, koji nalikuju abakusu koji nema baterije, gotovo uopće ne nalikuju električnom kalkulatoru. Kalkulator se pojavio početkom sedamdesetih godina dvadesetog stoljeća.
Program „Apolo“ (let na Mjesec s ljudskom posadom) izgubio je izvore financiranja 1969. godine kada je prvi Amerikanac stupio na Mjesec. Mnogi inženjeri, ostavši bez posla, osnovali su svoje privatne firme koristeći stečena znanja i iskustva. Izmislili su uređaj baziran na integralnim krugovima koji je mogao sprovoditi osnovne računske operacije (zbrajanje, oduzimanje, množenje i dijeljenje). On se sastojao od kućišta u kome je bila tiskana ploča s navedenim integralnim krugom, baterija ili akumulator. Dimenzije su bile obično takve da može stati u džep (džepni kalkulator). Kasnije su dodane mnoge matematičke funkcije pa su neki kalkulatori mogli i programirati.
Funkcije kalkulatora danas su preuzela računala. Kalkulatore danas uglavnom koriste učenici, studenti, trgovci, administrativno osoblje i inženjeri za jednostavnije proračune. U početku su ga proizvodile, po visokoj cijeni, ugledne američke tvrtke kao što su Hewlett Packard, Motorola, Texas Instruments, dok ga danas proizvode najviše kineske tvrtke po izuzetno niskoj cijeni. Postoje i nešto veći kalkulatori koji su uglavnom jednostavni. Postoje složeniji kalkulatori koji su specijalizirani za razne namjene. Skoro svi kalkulatori rade osnovne operacije na jedan način. Unese se jedan broj, operacija, drugi broj i na kraju znak za jednako (=). Međutim, pored ovoga, postoji i još jedan način koji se zove obrnuta poljska notacija i koju koriste svi kalkulatori tvrtke Hewlett Packard.